# Catarhoe regalata
Catarhoe regalata là một loài bướm đêm trong họ Geometridae.